# Karl Křitek

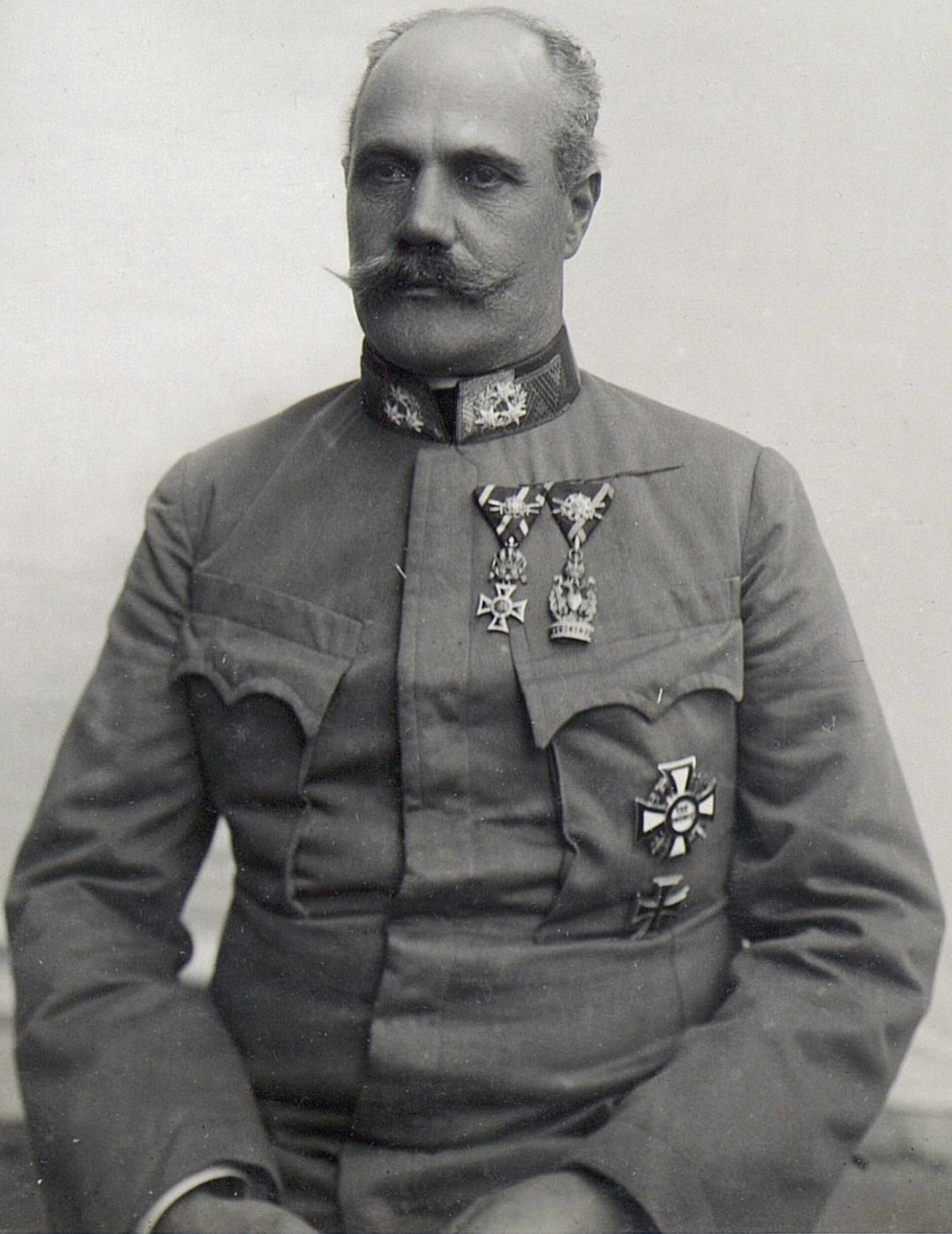
Karl Kritek als Generaloberst

Karl Křitek (* 24. Oktober 1861 in Split, Kroatien; † 3. September 1928 in Wien) war Generaloberst der österreichisch-ungarischen Streitkräfte während des Ersten Weltkriegs.

## Leben

### Vorkriegszeit
Karl Křitek war der Sohn von Johann Victor Křitek (1830–1904), eines k.u.k. Generalintendanten. In Wien besuchte er ein Gymnasium, gefolgt vom Militärkollegium in St. Pölten. Danach absolvierte er die renommierte Militär-Oberrealschule in Mährisch Weißkirchen, die in der Vergangenheit schon einige führende Militärs hervorgebracht hatte. Von 1876 bis 1879 besuchte Křitek die Theresianische Militärakademie in Wiener Neustadt, die er mit großem Erfolg verließ. Am 18. August 1879 avancierte er zum Leutnant und versah im Infanterieregiment Nr. 52 den Truppendienst. Die k.u.k. Kriegsschule in Wien besuchte er in den Jahren 1882 bis 1884. Nach erfolgreichem Abschluss wurde er dem Generalstab als Oberleutnant zugeteilt. Im Rahmen seiner Aufgaben im Generalstab diente er in der 40. Infanteriebrigade, gefolgt von der 13. Infanteriedivision in Banja Luka. Am 1. Mai 1888 wurde er zum Hauptmann I. Klasse befördert, wonach er bis 1891 im Generalstab des 12. Korps in Sibiu diente. Von April 1891 bis Mai 1893 diente er erstmals im Landesbeschreibungsbüro des Generalstabes und absolvierte währenddessen für kurze Zeit Truppendienst im Infanterieregiment Nr. 49. 1894 wurde Křitek zum Major ernannt und als Generalstabschef der 8. Infanteriedivision in Innsbruck abkommandiert. Die Beförderung zum Oberstleutnant erreichte er am 1. Mai 1897. Von 1898 bis 1900 versah er abermals Truppendienst beim Infanterieregiment Nr. 85. Am 1. November 1900 wurde er zum Oberst befördert und erhielt den Posten des Chefs des Landesbeschreibungsbüros innerhalb des Generalstabskorps. Zum Generalmajor wurde er am 1. November 1906 befördert, worauf er zum Kommandanten der 20. Infanteriebrigade in Königgrätz avancierte. Am 1. November 1910 stieg er in den Rang eines Feldmarschallleutnants auf. In diesem Jahr übernahm er auch das Kommando über die 49. Infanteriedivision in Wien, welches er bis zum Ausbruch des Ersten Weltkrieges ausübte.

### Erster Weltkrieg
Zu Beginn des Krieges kommandierte Křitek an der Ostfront die 26. Schützendivision und nahm Ende August 1914 während der Schlacht von Komarów an der Offensive gegen Zamość teil. Anfang September übertrug man ihm das Kommando über das XVII. Korps, das in der Schlacht von Rawa Ruska eine schwere Niederlage erlitt. Am 17. Oktober 1914 wurde er zum General der Infanterie befördert. Innerhalb der 4. Armee bildete sein Korps während der Schlacht von Limanowa-Lapanow (Anfang Dezember) die nördliche Flanke und hielt seine Stellung gegen die russischen Gegenangriffe. Nach einer Reorganisation nahm Křiteks Korps im Rahmen der 3. Armee an den Winterkämpfen in den Karpaten teil, wo seine Truppen in den Gefechten um den Duklapass sehr schwere Verluste erlitten. Trotz seiner Erfolge war er aufgrund seines eher bürokratischen und pedantischen Charakters weder bei seinen Vorgesetzten noch bei seinen Untergebenen beliebt. So urteilte General Boroëvić über Křitek: „Zum nächsthöheren Kommando nicht geeignet“.
Nach dem Durchbruch in der Schlacht von Gorlice-Tarnów im Mai 1915 kehrte das XVII. Korps wieder unter das Kommando der 4. Armee zurück und nahm an den erfolgreichen Kämpfen bei Krasnik und Lublin teil. In den Herbstkämpfen 1915 am Styr spielte sein Korps eine wichtige Rolle, worauf es 1916 jedoch nach Südtirol transferiert und unter das Kommando von Kövess' 3. Armee gestellt wurde. Dort sollte es bei der Trentino-Offensive gegen Italien eingesetzt werden. Trotz einiger Erfolge konnte Křitek das ihm gesteckte Ziel, den Durchbruch in die Ebene, nicht erreichen. Im Herbst 1916 wurde er abermals unter das Kommando von Generaloberst Boroëvić gestellt und nahm dort an der 6. und 9. Isonzoschlacht teil. Dieser hatte nun sein Urteil über Křitek geändert und ihn doch für höhere Kommandos für befähigt gehalten. Nachdem sich auch Franz Conrad von Hötzendorf diesem Urteil anschloss, übernahm er die Führung des X. Korps an der Ostfront.
Am 1. Mai 1917 wurde Křitek zum Generaloberst befördert und erhielt am 12. Juli als Nachfolger von Generaloberst Tersztyánszky das Kommando über die 3. Armee. Nach dem erfolgreichen Durchbruch der Armeegruppe Winckler bei Zborow drängte er gemeinsam mit der deutschen Südarmee die Russen wieder nach Osten zurück und befreite bis Anfang August 1917 die Bukowina. Im Januar 1918 übernahm er das Kommando über die 7. Armee und nahm mit dieser am weiteren Vormarsch in der Ukraine teil. Am 15. April 1918 wurde er jedoch seines Postens enthoben und zur Disposition gestellt; damit war seine Karriere in der Armee des Kaisers beendet.
Nach dem Zusammenbruch der Donaumonarchie zog sich Křitek aus dem öffentlichen Leben zurück und starb 1928 in Wien. Sein Schwiegervater war der Wiener Bibliotheksdirektor Wilhelm Haas. Er ist begraben in dessen Familiengruft am Ober Sankt Veiter Friedhof (Gruppe RG, Nr. 80).

## Österreichische Militärauszeichnungen (Stand 31. Dezember 1918)
- Militär-Jubiläumskreuz 1908
- Militär-Jubiläumsmedaille 1898
- Dienstzeichen für Offiziere II. Klasse
- Ehrenzeichen I. Klasse des Roten Kreuzes mit Kriegsdekoration
- Orden der Eisernen Krone, Ritter III. Klasse
- Leopoldorden, Ritterkreuz
- Leopoldorden, Kommandeurkreuz mit  Kriegsdekoration und Schwertern
- Orden der Eisernen Krone, Ritter I. Klasse mit  Kriegsdekoration und Schwertern
- Leopoldorden, Großkreuz mit Kriegsdekoration und Schwertern
- Militärverdienstkreuz I. Klasse mit Kriegsdekoration und Schwertern